# Kahrasenoja
Kahrasenoja is een beek, die stroomt in de Zweedse  provincie Norrbottens län. De Kahrasenoja voert het water af dat verzameld wordt in het moerasmeer Kahrasenjärvi (ongeveer 1 hectare groot). Ze stroomt oostwaarts en is ongeveer 4 kilometer lang.